# I-365
I-365 — підводний човен Імперського флоту Японії, який взяв участь у бойових діях Другої світової війни.

## Загальна інформація
Корабель спорудили у 1944 році на корабельні ВМФ у Йокосуці. Він належав до типу D (також знаний як клас I-361) та проєктом призначався для здійснення транспортних місій з метою постачання численних японських гарнізонів, які з другої половини 1942-го почали дедалі частіше потрапляти у блокаду союзних сил. Втім, для самозахисту на човні все-таки зберегли два торпедні апарати (без запасних торпед).

## Бойова служба
1 листопада 1944-го І-365 рушив з Йокосуки у свій перший транспортний рейс до атола Трук у центральній частині Каролінського архіпелагу (тут тривалий час була головна база японського ВМФ у Океанії, проте в лютому 1944-го вона зазнала розгрому під час потужного рейду авіаносного з'єднання, а потім опинилась у блокаді). 15 листопада човен прибув на Трук, де розвантажився, прийняв на борт 31 пасажира та вже наступної доби рушив у зворотний рейс.
На світанку 29 листопада 1944-го в районі дещо більш ніж за сотню кілометрів на схід від входу до Токійської затоки японський корабель, що йшов у надводному положенні, помітили з американського підводного човна «Скаббардфіш». Останній три години переслідував І-365, намагаючись зайняти вдалу позицію для атаки, при цьому в підсумку був вимушений зануритись через появу японського літака. Втім, це не завадило «Скаббардфіш» завершити маневр та випустити з дистанції у 1,5 км дві торпеди, одна з яких уразила та потопила І-365. На борту японського корабля перебувало 96 осіб, 5 з яких були помічені з «Скаббардфіш» після сплиття на поверхню, втім, лише один з них погодився здатись у полон.